# インフェリ (バンド)
インフェリ (Inferi)は、アメリカ合衆国テネシー州ナッシュビル出身のメロディックデスメタル/テクニカルデスメタルバンド。

## 略歴
2006年に結成。結成当初から、メロディアスでありながらテクニカルでもある楽曲を演奏することを目的としていた。初期メンバーは、マルコム・ピュー (G ,B)、クリス・ブロシャス (G)、ジョシュ・ハーレル (Vo, B)、エリック・ブラウン (Ds)の4名。結成翌年の2007年に自主制作で1stアルバム『Divinity in War』をリリース。リリース後の2008年に、専任ベーシストとしてネヴィン・オハーン (B, Vo)が加入した。2009年に2ndアルバム『The End of an Era』をリリース。本作は、ノースカロライナ州のトライビューナル・レコードからリリースされた。リリース後にブロシャスとブラウンが脱退し、活動が下火になる。マット・ブラウンというギタリストが在籍したが短期間で脱退。
リードギタリストでリーダーのピューは、本気でバンドを再建することを決意、メンバーを探す様になる。当時、ピューが参加していたエンフォールド・ダークネスのギタリスト、マイク・ロー (G)とジャック・ブラックバーン (Ds)が加入した。2014年に3rdアルバム『The Path of Apotheosis』をリリース。本アルバムより、ピューの設立したレーベルであるジ・アーティサン・エラからのリリースとなる。リリース前後にハーレルとオハーン、ブラックバーンが脱退。2016年にジョエル・シュヴァリエ (B)が加入、2017年になってサム・シュナイダー (Vo)が加入した。またドラマーについては、ブラックバーンが再加入した。2018年に4thアルバム『Revenant』をリリース。このリリースの前にブラックバーンは脱退しており、シュナイダーとアニマリティーというデスコアバンドで同僚のスペンサー・ムーア (Ds)が加入している。ただし、4thアルバム『Revenant』については、ムーアではなくブラックバーンがドラムスを担当している。更に、リリースから少ししてシュナイダーとシュヴァリエが脱退。スティーヴィー・ボイザー (Vo)とアンドルー・キム (B)が加入した。
2019年に2ndアルバムのリレコーディング・アルバム『The End of an Era Rebirth』をリリース。2020年に1st EP『Of Sunless Realms』をリリース。2023年5月、ローの脱退とサンジェイ・クマール (G)の加入が発表された。

## メンバー

### 現メンバー
- スティーヴィー・ボイザー (Stevie Boiser) - ボーカル
エクイポイズ、アシェン・ホード、ディソナンス・イン・デザイン、エネミー・レイン、ヴェール・オヴ・ノス等で活動。
- マルコム・ピュー (Malcolm Pugh)  - ギター
最初期はベースも兼任していた。
エンフォールド・ダークネス、ヴィルレント・デプラヴィティ、ディスクリート、スルー・デス・アンド・クリムゾン、フォームレス・クリエイション等で活動。また、ソロプロジェクトのア・ローディング・レクイエムでも活動している。
所属レーベルであるジ・アーティサン・エラの創業者であり、オーナーでもある[8]。
- サンジェイ・クマール (Sanjay Kumar) - ギター

エクイポイズ、ワームホール等でも活動。
- アンドルー・キム (Andrew Kim) - ベース
セレン等でも活動。
- スペンサー・ムーア (Spencer Moore) - ドラムス
アニマリティー等でも活動。

### 旧メンバー
- ジョシュ・ハーレル (Josh Harrell) - ボーカル
最初期はベースも担当していた。スルー・デス・アンド・クリムゾンでも活動。
- サム・シュナイダー (Sam Schneider) - ボーカル
アニマリティー等でも活動。
- クリス・ブロシャス (Chris Brocius) - ギター、ボーカル
- マット・ブラウン (Matt Brown) - ギター
エンフォールド・ダークネスでも活動。
- マイク・ロー (Mike Low) - ギター
エンフォールド・ダークネス、オウブリエットでも活動している。
所属レーベルであるジ・アーティサン・エラをピューと共に運営している[8]。
- ネヴィン・オハーン (Nevin O'Hearn) - ベース、ボーカル
- ジョエル・シュヴァリエ (Joel Schwallier) - ベース
ヴィルレント・デプラヴィティ、ドーン・オヴ・デメンティアなどでも活動。
- エリック・W・ブラウン (Eric W. Brown) - ドラムス
アトミック・ウェアウルフ、ネクロゴブリコン、スウォッシュバックル、デストロイ・デストロイ・デストロイ、ヴェール・オヴ・ノス等でも活動。
- ジャック・ブラックバーン (Jack Blackburn) - ドラムス
エンフォールド・ダークネス、カオス・ムーン、エンテオジェン等でも活動。

## ディスコグラフィー

### アルバム
- 2007年 Divinity in War
- 2009年 The End of an Era
- 2014年 The Path of Apotheosis
- 2018年 Revenant
通常のアルバムに加えて、ボーカル音源を除いたインストゥルメンタルアルバムもデジタル配信されている。
- 2019年 The End of an Era Rebirth
2ndアルバム『The End of an Era』のリレコーディング・アルバム。
- 2021年 Vile Genesis

### その他
- 2011年 Demo (Demo)
- 2017年 Within the Dead Horizon (Single)
- 2020年 Of Sunless Realms (EP)